# Percy Shaw
Percy Shaw OBE (* 15. April 1890 in Halifax, West Riding of Yorkshire; † 1. September 1976) war ein britischer Unternehmer und Erfinder. Shaw gilt als Erfinder des Katzenauges.

## Leben
Shaw stammt aus einer Arbeiterfamilie mit vier Kindern und begann mit 13 Jahren in einer Mühle zu arbeiten. Aufgrund geringer Löhne arbeitete er in verschiedenen Jobs und half seinem Vater bei der Reparatur von Maschinen. Nach dem Tod seines Vaters im Jahre 1929 machte er sich selbständig und arbeitete als Straßenbauer. 1934 meldete er ein Patent (GB 436 290 A) für ein Katzenauge in England an. Seine Idee hierzu erhielt er aufgrund seiner Beobachtung von Katzen auf den Straßen in der Dunkelheit. Er gründete mit diesem Patent ein eigenes Unternehmen und die Produktionszahlen schnellten im Zweiten Weltkrieg in die Höhe. Nach dem Zweiten Weltkrieg wurde er zunehmend vermögend aufgrund der Gewinne seines Unternehmens. Shaw blieb unverheiratet und kinderlos.